# عبدالحق آخوند
عبدالحق آخوند سیاست‌مدار اهل افغانستان است. وی پس از پیروزی طالبان دربرابر جمهوری اسلامی افغانستان و تأسیس امارت اسلامی به حیث سرپرست وزارت مبارزه علیه مواد مخدر برگزیده شد.